# Marketing w wyszukiwarkach internetowych
Marketing w wyszukiwarkach internetowych (Search Engine Marketing, SEM) – ogół działań promocyjnych w internecie (kampanie linków sponsorowanych, pozycjonowanie i optymalizacja stron WWW), które mają na celu uzyskanie jak najlepszych pozycji serwisu w (zarówno naturalnych, jak i płatnych) wynikach wyszukiwania, na wybrane słowa / frazy kluczowe wpisywane przez użytkowników w zapytaniu do wyszukiwarki. Zalicza się do marketingu interaktywnego i ukierunkowanego, bazującego na intencjach użytkownika. Reklama w SEM jest reakcją na konkretne zapytanie wpisywane przez użytkownika, co pozwala znacząco zwiększyć trafność i skuteczność komunikatu marketingowego. Odróżnia to SEM od innych form reklamy online, które są bardziej pasywne lub kontekstowe.
Marketing w wyszukiwarkach dobrze opisuje następujące równanie SEM = SEO + PPC, gdzie SEO oznacza „Search Engine Optimization” – w Polsce bardzo często używa się terminu „pozycjonowanie”, a PPC „Pay Per Click”, czyli płatne za kliknięcie w link.

## Zarys historyczny
Początki marketingu w wyszukiwarkach sięgają lat 90. XX wieku, wraz z pojawieniem się pierwszych wyszukiwarek internetowych, takich jak Yahoo! (1994), AltaVista (1995) czy Lycos. Termin Search Engine Optimization (SEO) po raz pierwszy pojawił się w okolicach 1997 roku. SEO narodziło się jako odpowiedź na potrzebę poprawy pozycji stron w wynikach wyszukiwania, co miało zwiększyć ich widoczność w sieci.
Równolegle rozwijały się płatne formy promocji. Już w 1996 roku firma OpenText wprowadziła płatne wyniki wyszukiwania, lecz przełomem było uruchomienie w 2000 roku platformy Google AdWords (dziś Google Ads), która umożliwiła reklamodawcom skuteczne prowadzenie kampanii reklamowych w modelu PPC.

## Pojęcia
SEO jest procesem długofalowym, czasami pierwsze efekty optymalizacji będą widoczne po kilku tygodniach, czy miesiącach. Dużą niedogodnością jest brak jasnych standardów ze strony Google, co powoduje duże niejasności w kwestii dozwolonych i skutecznych praktyk. Poważnym problemem są serwisy wykonane całkowicie w technologii Flash, która nie jest przyjazna wyszukiwarkom, a pozycjonowanie takich serwisów wymaga wielu dodatkowych zabiegów. Ważnym aspektem jest również wybór CMS (Content Management System), czyli programu do zarządzania treścią strony i jej aktualizacji. Według amerykańskich badań jest to najbardziej efektywny kanał e-marketingowy.
PPC jest narzędziem taktycznym, które nadaje się do błyskawicznych akcji promocyjnych, kampanii okolicznościowych, czy tematycznych. Dzięki możliwości szybkiego uruchomienia kampanii oraz modelowaniu haseł i fraz oraz wysokości „bidów” (maksymalna cena za kliknięcie) jest narzędziem bardzo elastycznym. Ważny aspekt to płatność za kliknięcie, czyli klient nie ponosi żadnego kosztu za wyświetlenie reklamy. A do tego internauci bardzo pozytywnie odbierają takie formy reklamowe ze względu na przyjazną, tekstową formę oraz wysoką wartość informacyjną.